# 2. divisjon i ishockey för herrar
2. divisjon är den tredje högsta divisionen i ishockey i Norge efter 1. divisjon i ishockey för herrar. 2. division är ingen professionell liga, så det finns inget behov av en licens för att spela i den här ligan. Lagen måste fortfarande ansöka om godkännande hos Norges Ishockeyforbund för att få delta.

## Upp- och nedflyttning
Det går inte att gå direkt till 1. divisjon. De två bästa lagen spelar interna serier mot de två nedersta lagen i spelet 1. divisjon. De två bästa av dessa fyra lag rycker upp.

## Lag 2019/2020
- Bergen Ishockeyklubb
- Hasle-Løren IdrettslagU21
- Kongsvinger Knights
- Ski Idrettslag
- Skien Ishockeyklubb
- Stavanger Hockey
- Tromsø Ishockeyklubb